# Gendarmeria Nacional (Argélia)
A Gendarmeria Nacional (árabe: الدرك الوطني, "ad-Darak al-Watani"), é o corpo de gendarmeria nacional da Argélia. Como parte das Forças Armadas da Argélia é comandada por um major-general que se reporta diretamente ao Ministro da Defesa Nacional. Em 2007, a gendarmeria consistia de 60.000 militares. Embora geralmente considerado como uma força militar versátil e competente, o gendarmeria é severamente testada em lidar com a desordem civil desde 1988. Frequentemente lhe faltou mão de obra suficiente na cena de desordem e suas unidades foram mal treinadas e equipadas para controle de distúrbios. A gendarmeria, no entanto, tem demonstrado a capacidade de erradicar os grupos terroristas que operam a partir de esconderijos de montanha.
O atual comandante é o major-general Menad Nouba. substituindo o major-general Ahmed Boustila.

## História
A Gendarmeria Nacional foi criada na sequência da independência do país pelas autoridades argelinas, em 23 de agosto de 1962. Inspirada no modelo francês, estabeleceu-se como um corpo militar com competência policial sobre todo o território da Argélia, sendo parte integrante do Exército Nacional do Povo. Entre as tarefas da gendarmeria estão manter a ordem pública e executar as leis do governo. O corpo, quando de sua criação, possuía 20 000 homens.
Em 1991, durante o golpe dos generais janviéristas, a Gendarmeria Nacional é colocada em uso para as operações de busca contra os maquis islamistas e seus simpatizantes. Vítimas de ataques armados e atentados contra suas instalações, a gendarmeria cometeu numerosos atos de violência durante a "década negra".
Em 1995, 90 000 policiais foram mobilizados para combater os grupos armados na Argélia.

## Deveres
A gendarmeria é responsável por manter a lei e a ordem nas aldeias, vilas e áreas rurais; fornecendo vigilância de segurança sobre habitantes locais; e representando a autoridade do governo em regiões remotas, especialmente onde as tensões e os conflitos ocorridos no passado.

## Organização
A gendarmeria está organizada em batalhões, compostos por companhias e pelotões que estão dispersos em comunidades individuais e postos avançados do deserto. Suas sedes regionais estão nas mesmas cidades que as seis sedes regionais militares, com subdivisões no quarenta e oito wilayat.

## Equipamento
Uma força altamente móvel, a gendarmeria possui um sistema de comunicação moderno para conectar suas diversas unidades umas com as outras e com o exército. O equipamento inclui blindados leves e de transportes e veículos de patrulha.
Em 1993, possuía 44 blindados Panhard M3 de transporte de pessoal (uma variante de APC do Panhard AML.), 50 veículos blindados Fahd, 28 helicópteros ligeiros Mi-2 e 10 AgustaWestland AW109, além de 2 AS355 Ecureuil.

## Treinamento
Além de utilizar treinamento fornecido pelos franceses desde a independência, a gendarmeria opera suas próprias escolas para estudos introdutórios e avançados. Centro de treinamento principal da gendarmeria está em Sidi Bel Abbes, a escola de oficiais está em Issers, cerca de 80 quilômetros a leste de Argel.